# Eid des Assaf
Der Eid des Assaf (oder Eid des Asaph) ist ein antiker medizinethischer Verhaltenskodex für jüdische Ärzte, vergleichbar dem bekannten Eid des Hippokrates, der Ärzten jedwedes Tun zu Ungunsten des Patienten verbietet. Der Text des Eids findet sich im „Buch der Heilmittel“ (hebräisch ספר רפואות, Sefer Refuot) oder „Buch Assaf“ (hebräisch ספר אסף, Sefer Assaf), dem ältesten bekannten medizinischen Werk in hebräischer Sprache. Es wird den Autoren Assaf ben Berechiahu und Johanan ben Zabda zugeschrieben, die beide wohl im 5. Jahrhundert n. Chr. im Mittleren Osten lebten. Es enthält Auszüge aus klassischen hebräischen Texten, versehen mit Kommentaren und Auszügen heidnischer Autoren. Das Assaf HaRofeh Medical Center in der Nähe von Tel Aviv, eines der größten Krankenhäuser Israels, trägt heute den Namen Assafs.

## Text des Eids
Der Eid wurde von Medizinschülern zum Abschluss ihrer Ausbildung abgelegt und enthält folgenden Text:
1. Dies ist der Bund, den Assaf ben Berachiahu und Johanan ben Zabda mit ihren Schülern geschlossen haben, und sie schworen sie mit den folgenden Worten ein:
2. Versuche nicht, eine Seele mittels eines Kräutertranks zu töten.
3. Gib keiner durch Hurerei schwangeren Frau einen Trank in der Absicht, eine Abtreibung durchzuführen.
4. Begehre nicht die Schönheit der Frauen, um mit ihnen Unzucht zu treiben.
5. Verrate nicht das Geheimnis eines Mannes, der dir Vertrauen schenkte.
6. Nimm keine Belohnung an, [die dir angeboten wird in der Absicht] zu zerstören und zu verwüsten.
7. Verhärte nicht dein Herz gegen das Mitleid mit den Armen und dagegen, die Bedürftigen zu heilen.
8. Sage nicht vom Guten: „Es ist schlecht“, oder vom Schlechten: „Es ist gut“.
9. Folge nicht den Wegen der Zauberer, indem du Beschwörungsformeln, Wahrsagerei und Magie benutzt, um einen Mann von der Frau seines Herzens oder eine Frau vom Gefährten ihrer Jugend zu trennen.
10. Du sollst weder Reichtum noch Belohnung begehren, [die dir angeboten werden] um deine Hilfe in lüsternem Verlangen zu erhalten.
11. Du sollst keine Hilfe in Götzendienst suchen, um hiermit zu heilen, und kein Heilmittel verwenden, das falsche Götter anruft.
12. Im Gegenteil, verachte, meide und hasse all jene, die diese [falschen Götter] verehren, ihr Vertrauen in sie setzen und Zuversicht im Hinblick auf sie wecken.
13. Denn sie sind alle nichts, nutzlos, denn sie sind nichts, Dämonen, Geister der Toten; sie können ihrem eigenen toten Körper nicht helfen, wie könnten sie also jenen helfen, die noch leben?
14. Doch lege deine Zuversicht in den Herrn, deinen Gott, den wahren Gott, den lebenden Gott.
15. Denn Er tötet und ruft ins Leben, verwundet und heilt,
16. Der den Menschen Wissen lehrt, und auch den Nutzen,
17. Der mit Recht und Gerechtigkeit Wunden zufügt und mit Mitleid und Erbarmen heilt.
18. Keiner der Ratschlüsse seiner Weisheit liegt nicht in seiner Macht
19. Und nichts bleibt vor seinen Augen verborgen.
20. Er lässt Heilpflanzen wachsen.
21. Er legt Klugheit in die Herzen der Weisen, so dass sie heilen können im Überfluss seiner liebenden Freundlichkeit und dass sie von Wundern berichten können in der Versammlung der Vielen; damit alles Lebende wisse, dass Er es schuf und dass außer ihm kein Erlöser ist.
22. Denn die Heiden vertrauen ihren Götzenbildern, die sie vor Bedrängnis bewahren sollen und doch nicht aus ihrem Unglück erlösen können,
23. Denn sie legen ihr Vertrauen und Hoffnung in das Tote.
24. Daher ist es angemessen, sich von ihnen fernzuhalten; entferne dich und halte dich fort von allen Gräueln ihrer Götzen,
25. Und halte dich an den Namen des Herrn, des Gottes der Seelen allen Fleisches,
26. Und die Seele jedes lebenden Wesens ist in Seiner Hand, zu töten und ins Leben zu rufen,
27. Und da ist keiner, der aus seiner Hand befreit.
28. Gedenke Seiner jederzeit und suche Ihn in Wahrheit, Rechtschaffenheit und aufrichtigen Herzens, auf dass du gedeihen mögest in allen deinen Werken,
29. Und Er wird dir Hilfe gewähren, damit du Erfolg habest [in allem, was du tust] und der Mund allen Fleisches dich glücklich nennen möge.
30. Und die Heiden werden ihre falschen Götter und Bilder verlassen und danach streben, Gott zu verehren so wie du,
31. Denn sie werden erkennen, dass ihr Vertrauen vergeblich ist und ihre Vorhaben keine Frucht bringen,
32. Denn sie flehen zu einem Gott, der [ihnen] nichts Gutes tun kann, der sie nicht retten wird.
33. Was dich betrifft, sei stark, lass deine Hände nicht schwach werden, denn dein Werk wird belohnt werden.
34. Der Herr ist mit dir, solange du mit ihm bist,
35. Wenn du Seinen Bund einhältst, Seine Gebote befolgst, ihnen fest anhängst,
36. Wirst du als Sein Heiliger angesehen werden in den Augen allen Fleisches, und sie werden sagen:
37. Glücklich die Menschen, die solches Los haben, glücklich die Menschen, deren Gott der Herr ist.
38. Ihre Schüler antworteten und sprachen:
39. Wir werden alles tun, wozu ihr uns ermahntet und uns [zu tun] geboten habt,
40. Denn es ist ein Gebot der Tora,
41. Und wir müssen es befolgen mit ganzem Herzen, mit ganzer Seele und mit ganzer Kraft, befolgen und gehorchen,
42. Nicht wanken oder nach rechts oder links ausweichen.
43. Und sie [Asaph und Johanan] segneten sie im Namen des höchsten Gottes, Erschaffer des Himmels und der Erde.
44. Und sie fuhren fort, sie zu beauftragen, und sprachen:
45. Gott der Herr, Seine Heiligen und Seine Tora bezeugen, dass ihr Ihn fürchten sollt, nicht von seinen Geboten abweichen sollt, und Seine Gebote aufrechten Herzens befolgen sollt.
46. Du sollst nicht der Geldgier anhängen, um einem Gottlosen zu helfen, unschuldiges Blut [zu vergießen].
47. Du sollst keinen tödlichen Trank mischen, weder für Mann noch Frau, dass sie ihre Mitmenschen töteten.
48. Du sollst von jenen Kräutern nicht sprechen [aus denen solche Tränke gemacht werden]. Du sollst sie keinem Menschen aushändigen,
49. Und du sollst nicht von diesem sprechen,
50. Du sollst bei keiner medizinischen Tätigkeit Blut verwenden,
51. Du sollst keines Menschen Seele leiden lassen, indem du eiserne Instrumente oder Brenneisen verwendest, bevor du ihn nicht zwei oder drei Mal untersucht hast; [nur] dann sollst du deinen Rat geben.
52. Du sollst dich nicht vom Hochmut beherrschen lassen und deine Augen und dein Herz erheben.
53. Hege nicht Rachsucht und Hass gegen einen kranken Menschen.
54. Du sollst dein Wort niemals brechen.
55. Der Herr unser Gott hasst [?] solche Taten.
56. Doch halte Seine Gebote und Vorschriften ein, und folge allen Seinen Wegen, um Ihm wohlzugefallen, und rein, wahrhaftig und aufrecht zu sein.
57. So ermahnten Assaf und Johanan ihre Schüler und schworen sie ein.